# Les Vikings (film, 1958)
Pour les articles homonymes, voir Viking (homonymie).
Pour plus de détails, voir Fiche technique et Distribution.
Les Vikings (The Vikings) est un film américain de Richard Fleischer sorti en 1958.

## Déroulement du film
Vers 900, des Vikings menés par leur chef Ragnar ravagent régulièrement les côtes anglaises. Lors d'une attaque, Ragnar tue le roi de Northumbrie et viole son épouse Enid, qui donnera naissance à un fils, Éric, alors qu'elle n'en a eu aucun de son époux. La couronne revient à Aella. Afin de mettre son fils à l'abri, Enid l'envoie en Italie, mais il est fait prisonnier par des Vikings et réduit en esclavage.
Vingt ans plus tard, Aella mène des tractations afin d'épouser une princesse galloise, Morgane. Devant la cour, il accuse son cousin Egbert d'être un traître au service des Vikings et le fait arrêter. Egbert s'évade et rejoint effectivement des Vikings menés par Ragnar, qui le ramènent en Norvège. Il fait la connaissance du fils de Ragnar, Einar, qui est à la fois jovial et brutal. 
Au cours d'une partie de chasse au faucon, une altercation a lieu entre Einar et un esclave qui lui envoie son faucon. Einar perd un œil. L'esclave, Éric, est soumis au jugement d'Odin. Egbert reconnaît à ce moment en lui le fils d'Enid (grâce à un collier qu'elle lui avait donné), mais il n'en parle à personne. Eric échappe de peu à la mort et est attribué à Egbert.
La décision est prise d'enlever Morgane pour rançonner Aella. L'opération est menée par Einar, qui s'éprend d'elle. Au retour, il finit par obtenir de son père qu'il puisse se l'approprier au lieu de négocier une rançon. Mais, au moment où Einar va s'emparer de Morgane, Eric le neutralise et la délivre. Ils partent sur une embarcation assez petite avec quelques compagnons, dont un esclave noir qui possède une boussole élémentaire. Leur navire est pris en chasse, mais, dans le brouillard, le drakkar de Ragnar heurte un récif et coule. Éric sauve Ragnar de la noyade et l'emmène avec lui en Angleterre. Au cours de ce voyage, Éric et Morgane tombent amoureux, mais l'honneur commande le devoir : Morgane a un engagement à l'égard d'Aella, elle doit lui rester fidèle. De même, Eric est garant de l'honneur de sa belle, il doit donc l'aider à accomplir son devoir. Cependant, il ne renonce pas pour autant à elle, et se rend en Angleterre, fermement décidé à gagner le droit d'épouser Morgane.
Eric livre donc Ragnar au roi Aella, sollicitant la délivrance de la princesse Morgane en contrepartie. Condamné à la fosse aux loups, Ragnar réclame le droit de pouvoir mourir en Viking.  Aella le lui dénie mais Eric tranche ses liens et lui donne son épée. Ragnar nargue l'assemblée et saute dans la fosse, mourant alors en vrai guerrier. Aella est désormais effrayé par le courage, la ténacité et l'audace d'Eric, en qui il voit un adversaire bien plus dangereux qu'un Ragnar ne l'était, et envisage de le tuer. Mais Morgane s'interpose et demande la clémence pour Eric en échange de sa fidélité à Aella. Se voyant gagnant sur tous les plans, Aella l'épargne, non sans trancher la main d'Eric, qui a défié son autorité.
Éric retourne alors chez les Vikings, où son récit des événements enflamme l'assemblée. Finalement, pour venger Ragnar et reprendre Morgane au perfide Aella, Einar et Eric s'unissent et embarquent vers l'Angleterre. L'invasion réussit, les deux frères prennent le contrôle des terres et du château d'Aella ; le roi est lui-même vaincu par Eric, qui le fait reculer jusqu'à tomber dans la fosse aux loups. 
Pendant ce temps, Einar rejoint Morgane et lui offre d'être sa reine. Mais celle-ci lui annonce qu'elle aime Eric. Einar l'emmène alors avec lui pour qu'elle assiste au combat final entre ses prétendants. Inquiète, Morgane explique alors avec insistance à Einar qu'Eric est son frère. Einar feint de ne pas être touché et défie Eric. Les deux hommes s'affrontent dans un duel à mort, dont Einar sort vainqueur. Mais au moment d'en finir, Einar songe à ce que lui a dit Morgane, retient son geste et relâche son attention, ce dont Eric profite pour s'emparer d'une épée cassée et transpercer son frère à mort. Einar meurt avec, à la main, l'épée qui lui a, comme à leur père, été tendue par Eric. Il reçoit des funérailles de Roi Viking : il est placé sur un bateau avec ses attributs, et sous le regard de tous; les amarres sont larguées, les guerriers décochent des flèches enflammées sur les voiles et sur la coque.

## Fiche technique
- Titre : Les Vikings
- Titre original : The Vikings
- Réalisation : Richard Fleischer
- Scénario : Calder Willingham et Dale Wasserman (adaptation)
- D'après le roman d'Edison Marshall
- Production : Jerry Bresler et Lee Katz comme producteur associé (non crédité)
- Distribution : United Artists
- Musique : Mario Nascimbene
- Photographie : Jack Cardiff et Walter Wottitz (seconde équipe)
- Montage : Elmo Williams
- Création des décors : Harper Goff
- Coordinateur des combats et des cascades : Claude Carliez et son équipe
- Pays d'origine :  États-Unis
- Genre : historique, aventure
- Format : Couleur (Technicolor) - Son : Mono (Westrex Recording System)
- Format : tournage Panavision défilement horizontal. Projection : copies 35mm ratio : 2,35:1 anamorphosé
- Durée : 116 minutes
- Dates de sortie :
  -  États-Unis : 11 juin 1958 (New York), 28 juin 1958 (sortie nationale)
  -  France : 15 décembre 1958

## Distribution
- Ernest Borgnine  (VF : Pierre Morin) : Ragnar Lodbrok, le roi viking
- Kirk Douglas  (VF : Roger Rudel) : Einar, son fils
- Tony Curtis  (VF : Jean-Claude Michel) : Eric, esclave (fils illégitime de Ragnar)
- Frank Thring (VF : Jean-Henri Chambois) : Aella, le roi anglais
- Janet Leigh  (VF : Claire Guibert) : Morgane, princesse galloise promise à Aella, amoureuse d'Eric
- James Donald  (VF : Jean Claudio) : lord Egbert, anglais allié aux vikings
- Alexander Knox  (VF : René Arrieu) : frère Godwin
- Maxine Audley  (VF : Jacqueline Ferriere) : la reine Enid, mère d'Eric
- Eileen Way : Kitala, la sorcière
- Edric Connor : l'esclave noir
- Orson Welles (VF : Yves Montand) : le narrateur (non crédité)
- Marco Perrin : figurant (non crédité ?)

## Production

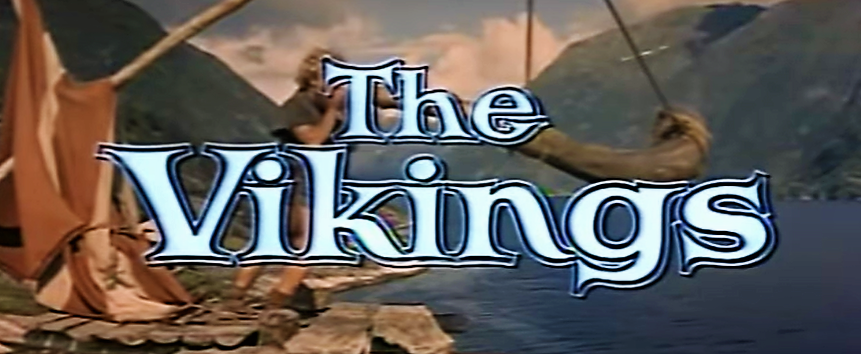

### Tournage

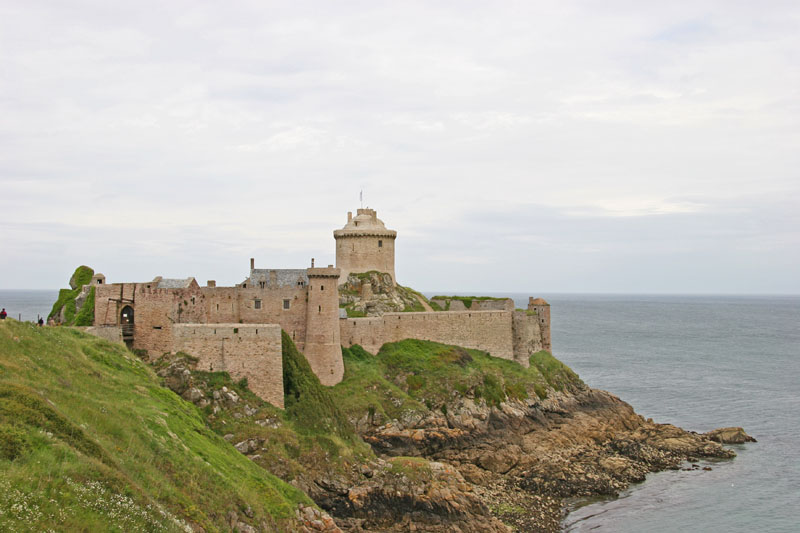
Château de Fort La Latte, lieu du tournage.

Le film a été tourné dans le fjord de Lim, en Croatie et en Norvège. La séquence du château fort fut tournée en Bretagne au fort la Latte sur plus de six mois entre la préparation des décors et le tournage. Mettant tous les atouts de son côté, Kirk Douglas, acteur-producteur, s'attache le concours des meilleurs spécialistes. Aucun détail n'est laissé au hasard tant pour la construction des navires que pour le plus petit objet.
Cependant ,  les costumes  et l’équipement des anglais,  des soldats (côtés de maille complètes), des paysans (portant  des collants) ou des princesses  ( robes ajustées, corsets) datent plutôt du XIVe siècle. Le Fort la Latte date du XVIe siècle. Lors de l’attaque du château, la herse n’est pas abaissée,  et les mâchicoulis  ne sont pas  utilisés  pour jeter des pierres sur les assaillants, qui sont pourtant juste en dessous.
La fresque qui débute et clôt le film est inspirée de la tapisserie de Bayeux (entre 1066 et 1082). C'est un anachronisme car elle relate essentiellement la bataille d'Hastings (14 octobre 1066) et la victoire de Guillaume le Conquérant.
Les trois drakkars du film furent construits sur le modèle d'un vrai navire exposé au Musée des bateaux vikings d'Oslo. Ils durent être modifiés car l'homme des années 1950 était sans doute plus grand qu'un « viking moyen ».

### Distribution
Ernest Borgnine, qui joue le père de Kirk Douglas, est en réalité son cadet de plus d'un mois. Ici frères ennemis, Kirk Douglas et Tony Curtis se retrouvèrent en 1960, à la demande du premier, pour Spartacus, réalisé par Stanley Kubrick.

## Box-office
Le film est un succès au box-office aux États-Unis et dans le monde entier, gagnant 6,2 millions de dollars sur le marché américain et canadien et 7 millions à l'international. Il est le troisième film le plus rentable du box-office britannique en 1958. Kirk Douglas ne prend aucun salaire pour le film. En contrepartie, il demande 60 % des profits, soit une rémunération estimée à 3 millions de dollars pour le film.
Le film rapportant le double de son coût initial, il donne naissance à d'autres productions du même genre dont Les Drakkars de Jack Cardiff en 1964.

## Impact dans la culture
Une série télévisée Tales of the Vikings fut tournée après le succès du film.